# Trepunti
Trepunti ('o Trippunti in siciliano) è una frazione di Giarre che dista 3 km a sud dal centro cittadino.

## Origini del nome
Il nome è dovuto al fatto che a Trepunti convergevano e convergono tuttora 3 strade provenienti da Messina, Catania e Santa Venerina.

## Storia

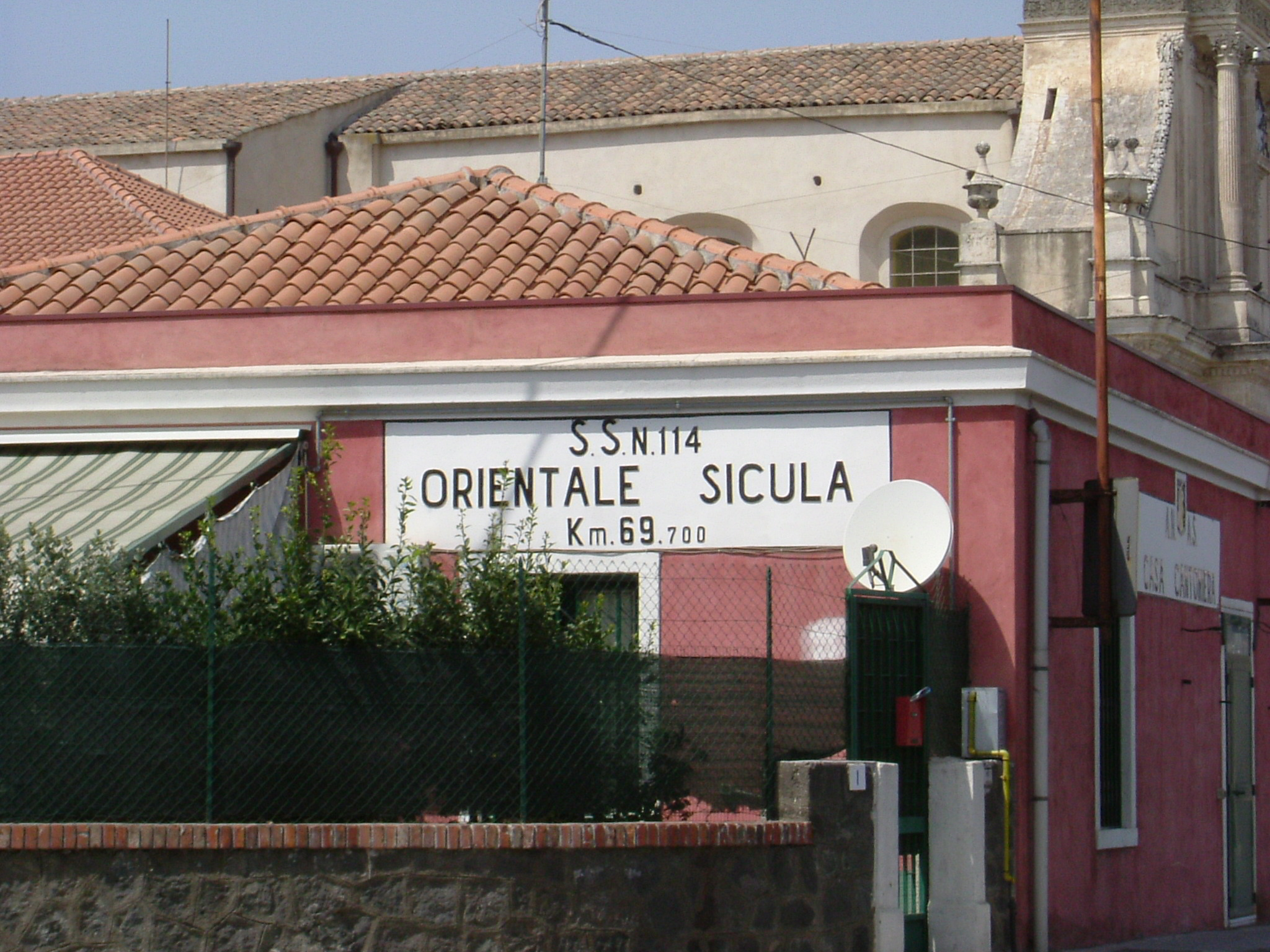
Casa cantoniera di Trepunti

La "Barriera di Treppunti", istituita dalla Contea di Mascali nel XVIII secolo, era un luogo di transito obbligato dove bisognava fermarsi e pagare un pedaggio.
La crescita della borgata si deve allo spostamento a sud della vecchia strada consolare (oggi strada statale 114). A causa di questo dislocamento, la zona della vecchia chiesa di San Matteo sottoposta canonicamente a Macchia, e che un tempo si trovava lungo l'antica strada, fu abbandonata, divenendo così solitaria e pericolosa. 
La frazione di Trepunti è oggi perfettamente integrata nel tessuto urbano di Giarre, tanto da costituirne un prolungamento. In prossimità della frazione sono anche presenti il cimitero e il casello autostradale di Giarre.

## Monumenti e luoghi d'interesse

### Architetture religiose

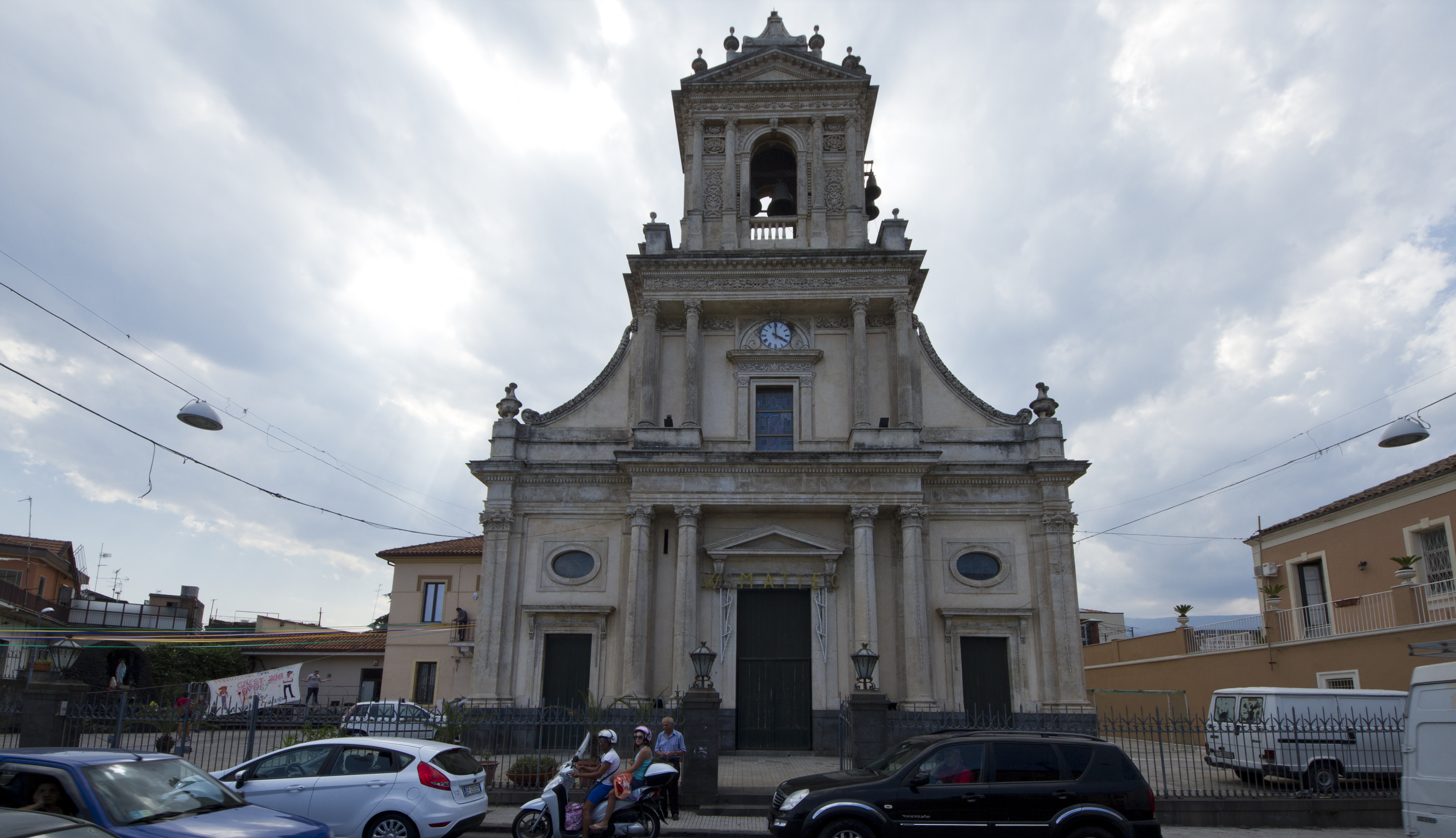
Chiesa madre di San Matteo Apostolo

La prima chiesa del paese fu quella secentesca di San Matteo Apostolo, posta sulla vecchia strada consolare. Recentemente restaurata e resa agibile grazie al rifacimento della volta, sotto di essa è stata rinvenuta una cripta.
Per effetto della crescita dei borghi di Trepunti e Codavolpe, durante l'800, si sentì il bisogno di edificare un nuovo tempio in posizione più centrale rispetto al precedente, viste anche le rovinose condizioni in cui appariva l'antica chiesa. Fu così che venne costruita la nuova chiesa madre di San Matteo Apostolo: inaugurata nel 1869, divenne parrocchia nei primi decenni del Novecento.

## Infrastrutture e trasporti
Trepunti è attraversata dalla strada statale 114 ed è sede del casello di Giarre dell'autostrada A18.